# Cosma di Iacopo

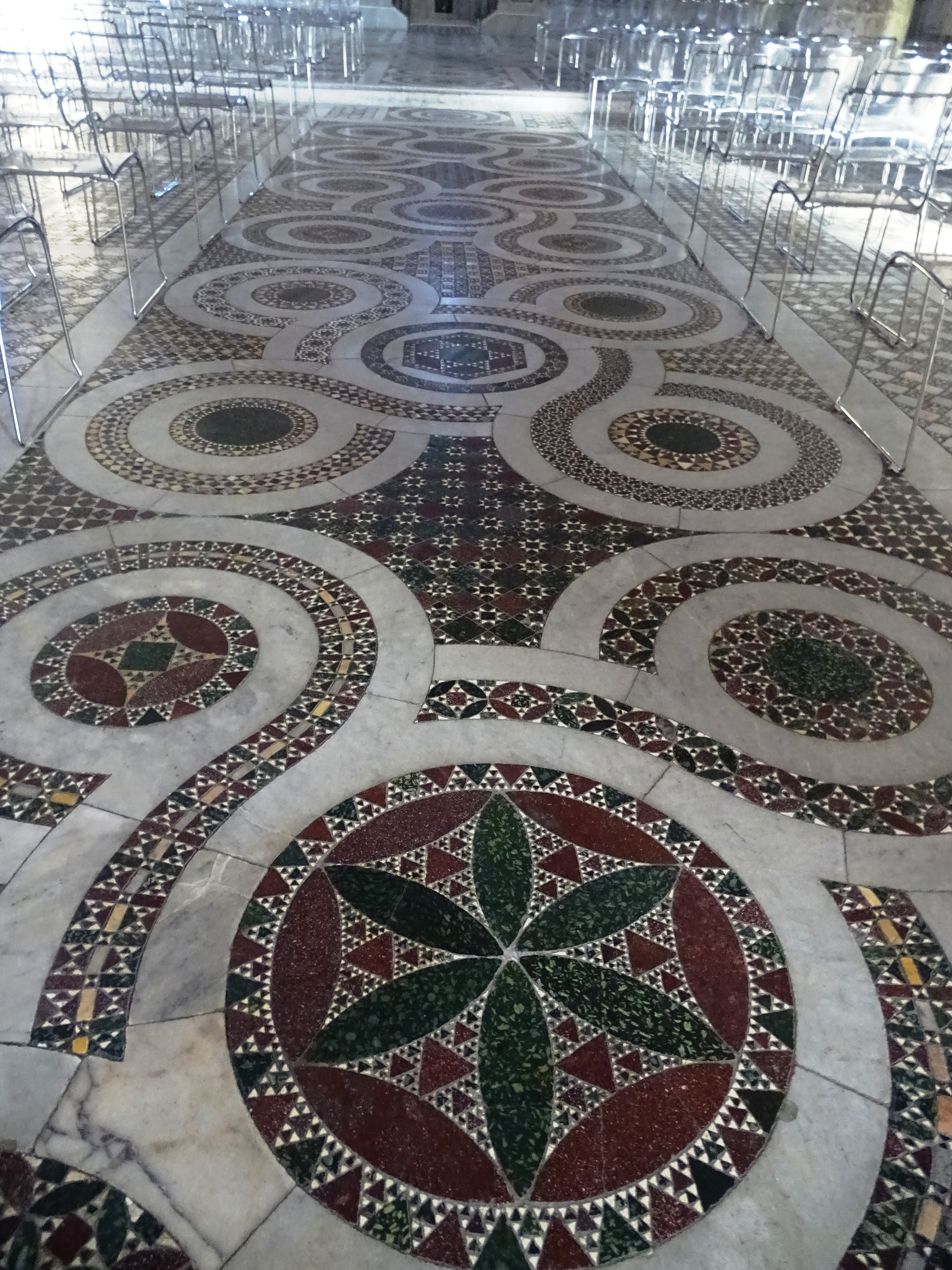
Cattedrale di Anagni

Cosma di Iacopo (fl. XIII secolo) è stato uno scultore italiano, unico figlio di Jacopo di Lorenzo attestato dai documenti epigrafici.

## Biografia
Dal suo nome è derivata la tradizione di definire il contributo artistico dei marmorari romani con gli aggettivi "cosmati", "cosmatesco" e quindi Stile cosmatesco. Fu Camillo Boito, in un articolo dal titolo Architettura Cosmatesca, pubblicato nel 1860, ad "inventare" per la prima volta l'aggettivo, tuttavia confondendo Cosma di Jacopo con il Cosma autore della cappella del Sancta Sanctorum, che invece apparteneva ad un'altra famiglia, quella dei Mellini. 
Il suo nome compare per la prima volta nel 1210 nell'iscrizione del portico della cattedrale di Civita Castellana. Doveva essere ancora un ragazzino perché Iacopo lo menziona come "filio suo carisimo" e non come magister maturo: "Magister Iacobus. Civis Romanus. Cum. Cosma Filio + Suo Carisimo. Fecit Ohc Opus. Anno Dni. M.C.C.X". Si stima che poteva avere dai 10 ai 15 anni quando realizzò insieme al padre la decorazione del portico.

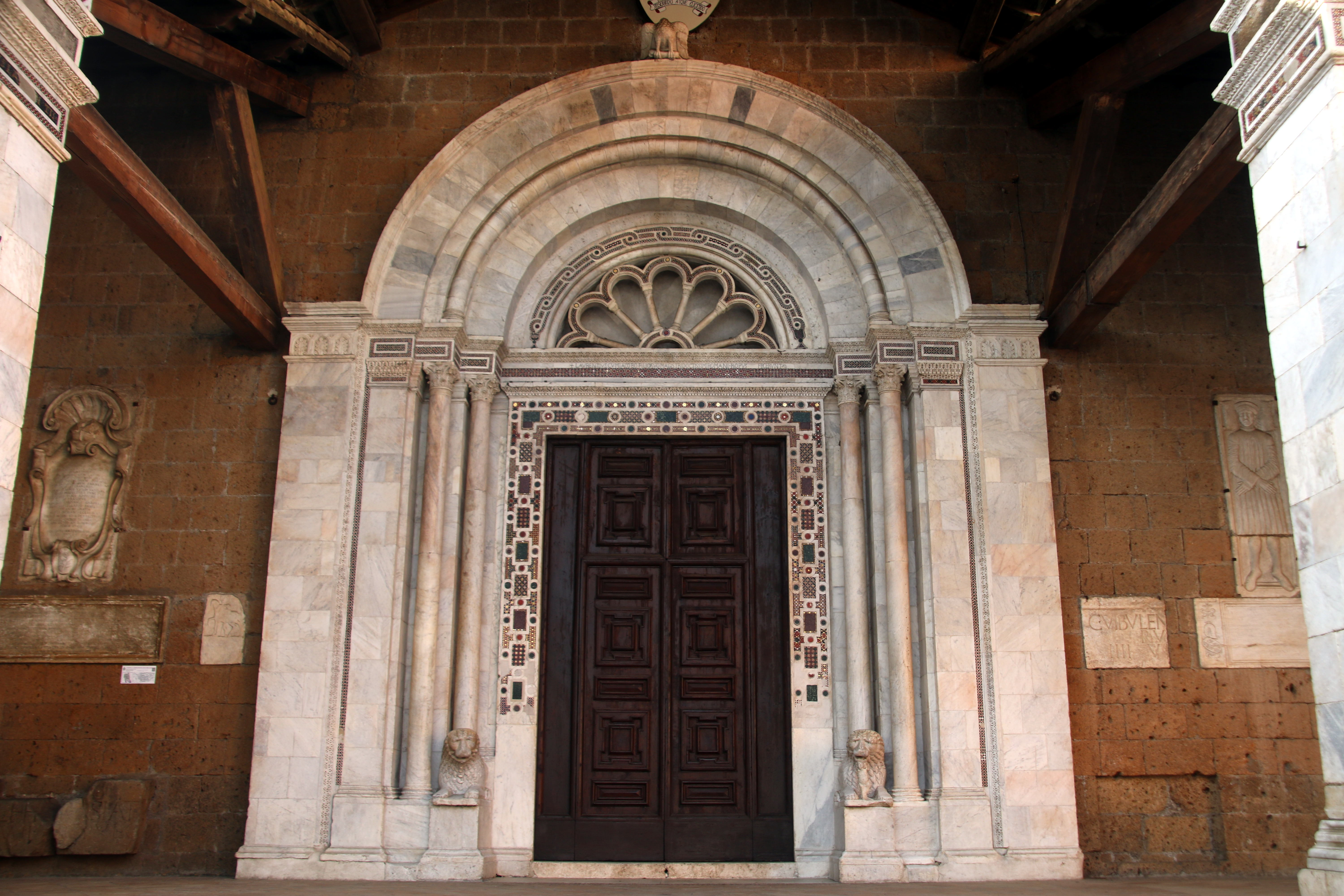
Cattedrale di Santa Maria Maggiore (Civita Castellana), portale centrale

Sempre insieme al padre collaborò alla realizzazione del portale del monastero di San Tommaso in Formis: "Magister Iacobus Cum Filio Suo. Cosmato Fecit Ohc Opus". Come si può osservare, Iacopo scrive "fecit" al singolare e non "fecerunt" al plurale, volendo indicare con ciò il rango di aiutante apprendista del figlio Cosma e non di magister indipendente. Alla stessa epoca risalgono la cattedra e il portale della chiesa di San Saba  e la cattedra di Santa Maria in Trastevere a Roma.  
Ad Anagni, nella cattedrale di Santa Maria si conservano tre iscrizioni che riportano il suo nome. Una attesta che realizzò il pavimento della basilica superiore al tempo del Vescovo Alberto, tra il 1224 e il 1227; un'altra attesta lo spostamento dell'altare di San Magno nell'omonima cripta della cattedrale nell'anno 1231; un'altra, su un gradino di marmo collocato sul lato destro dell'altare di San Magno attesta che egli eseguì dei lavori insieme ai figli Luca e Iacopo II, ancora nel 1231. Recenti indagini hanno messo in evidenza come il gradino possa provenire in realtà dalla vicina chiesa di San Pietro in Vineis, dove sembra che un pavimento cosmatesco di enormi dimensioni fosse realizzato nel 1231 dalla bottega di Cosma. 
Infine, ancora con i figli Luca e Iacopo ha lasciato un ultimo attestato di paternità nel chiostro del monastero benedettino di Santa Scolastica a Subiaco, oggi appunto denominato "chiostro cosmatesco". 
Lo stile di Cosma si distingue da quello del nonno Lorenzo e di Iacopo suo padre per il fatto di essere più vicino a soluzioni semplificate, come il ridimensionamento stantardizzato dei Quinconce e guilloche. Se Iacopo prediligeva un moderato ma importante uso del giallo antico, Cosma mirava soprattutto all'uso del porfido verde nei suoi quincuxes. Cosma scompare dalla scena dopo l'ultima iscrizione di Subiaco, attorno al 1250, anno a partire dal quale l'arte cosmatesca in generale si avvia verso un generale e inarrestabile declino.